# Willem Kremer
Willem Kremer (Zwolle (Gelderland), 1 maart 1896 - Apeldoorn (stad), 9 augustus 1985) was een predikant en hoogleraar binnen de Christelijke Gereformeerde Kerken.

## Biografie
Kremer werd geboren op 1 maart 1896 geboren in Zwolle als zoon van een tuinman. Het was de bedoeling dat hij zijn vader in dit vak zou opvolgen, maar na een periode van ziekte (spaanse griep), kwam er zijn leven een wending. In 1926 voltooide hij de opleiding aan de Theologische School Apeldoorn en werd hij predikant in Kornhorn. Hij trouwde met Aaltje Scholing met wie hij zeven dochters kreeg. Van 1932 tot 1946 was Kremer werkzaam in Leeuwarden en van 1946 tot 1953 was hij predikant in Apeldoorn. In deze periode kreeg hij te maken met mentale gezondheidsklachten. 
In 1953 volgde een benoeming tot hoogleraar aan de Theologische School te Apeldoorn in de vakken Exegese, Ethiek en Praktische theologie. 
Op enkele belangrijke generale synoden functioneerde hij als voorzitter, t.w. 1941, 1947 en 1953. Ook werd hij benoemd tot hoofdredacteur van De Wekker.
In de periode na de Tweede Wereldoorlog deed hij een poging om het uiteengroeien van het kerkverband te keren. Samen met Prof. G. Wisse stond hij aan de basis van de Kanselboodschap van 1953. Zelf gaf hij een brochure uit: Spanningen en gevaren in het leven van onze Christelijke Gereformeerde Kerken (1953). Ook gaf hij een visie hoe de prediking binnen het kerkverband zou moeten zijn in de brochure: Geestelijke leiding in de prediking (1954). 
In 1966 werd hij voor het onderwijs in de nieuwtestamentische vakken opgevolgd door dr. W.H. Velema. De ambtelijke vakken bleef hij doceren tot januari 1969. In dat jaar werd dr. J.P. Versteeg hoogleraar voor de nieuwtestamentische vakken en nam Velema de ambtelijke vakken van Kremer over. Op 26 oktober 1966 werd hij geridderd in de orde van de Nederlandse Leeuw.
Hij overleed op 9 augustus 1985 in Apeldoorn en werd begraven op de begraafplaats in Ugchelen.

## Zijn theologie
Volgens Kremer is het de bedoeling dat er een brug wordt gevormd van het evangelie naar de enkele hoorder. Dit noemt hij het geestelijke element in de prediking. Dit geestelijk element staat in het centrum van Kremers denken over homiletiek. Het geestelijk element in de prediking wordt ook wel 'schriftuurlijk-bevindelijke prediking' genoemd.
Kremer stelt dat 'onderwerpelijke (of bevindelijke), onderscheidende en ontdekkende prediking' in de gemeente noodzakelijk is. De gemeente die in de eredienst samenkomt om onder andere het Woord van God te horen, is geen willekeurig samengestelde groep mensen. Zij is de verbondsgemeente (dit betekent dat zij allen Gods beloften ontvangen, maar dat wil niet zeggen dat ze die allemaal in geloof omhelzen). Kremer knoopt aan bij Calvijn, die heeft gezegd dat er 'tweeërlei' kinderen van het verbond zijn. Kinderen van het verbond blijven zondaren. In de prediking mag de oproep tot geloof en bekering niet ontbreken. Kremer spreekt daarom wel van de Adams-relatie, Abrahams-relatie en Christus-relatie. Vanwege deze verschillen in de gemeente moet de prediking appellerend en onderscheidend zijn.
In 2019 verscheen bij Brevier Uitgeverij te Kampen een tweedelig verzameld werk van Kremer. In deze bundel schrijft dr. A. Baars dat Kremer in verschillende opzichten sterk tegen het werk van Tjeerd Hoekstra aanleunt. Baars schrijft positief over Kremer en is van mening dat Kremer belangrijke aanzetten heeft gegeven door zijn pleidooi voor Schriftuurlijke geestelijke leiding in de prediking vanuit een trinitarisch-soteriologisch perspectief.

## Opmerkelijke uitspraken
- De prediker-exegeet zal merken dat het niet de preekstoel is die roept om een tekst, maar dat het de tekst is die roept om een preekstoel.[5]
- De luisteraars moeten actief bij de preek betrokken worden. De preek mag niet beschrijvend worden, daarmee wordt de preek een pijl zonder punt.[6]
- Kremer roept op tot onderscheidende prediking en vergelijkt de gelovige met een levende plant, de ongelovige met een kunstbloem en de prediking van Gods belofte met de zon. Juist als het volle licht van de zon schijnt, komt het onderscheid tussen de levende plant en de kunstbloem uit. De eerste groeit, de tweede verkleurt.[7]
- De ware bevinding is niet alleen passief, maar ook actief: gelovige omarming, breken met de zonden en werkzaam worden met de Heere.[8]
- Het is geen kunst om de gemeente elke zondag op haar huid te geven, maar we (predikers) moeten ons hier voor wachten. Het Woord moet leven in de gemeente, dan zal de zonde wijken en de gemeente groeien.[9]

## Publicaties
- Gedoopt en daarom ...  (1952)
- Spanningen en gevaren in het leven van onze Christelijke Gereformeerde Kerken (1953)
- Geestelijke leiding in de prediking (1954)
- Leven uit het Kerstfeit, radiopreek  (1958)
- De Heidelbergse Catechismus
- Prediking en ethiek, rede bij de overdracht van het rectoraat (1963)
- De gemeente in de ambtelijke theologie in "Woord en Kerk" (1969)
- Priesterlijke prediking", gebundeld ter gelegenheid van zijn gouden ambtsjubileum (1980)

- Gemeinsame Normdatei: 122520149
- International Standard Name Identifier: 0000 0000 2212 7804
- Library of Congress Control Number: no2012014204
- Nederlandse Thesaurus van Auteursnamen: 072722746
- Virtual International Authority File: 3356039
- WorldCat: E39PBJpYD3PWG7pT9PW9jfDKBP